# Horgești
Horgesti là một xã thuộc hạt Bacău, România. Dân số thời điểm năm 2002 là 4724 người.